# Antonio Toselli

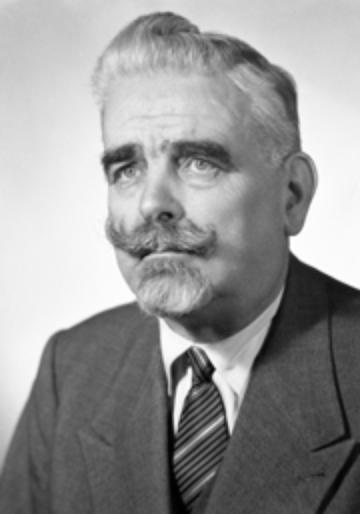
Antonio Toselli

Antonio Toselli (20 de outubro de 1884 - 2 de junho de 1954) foi um engenheiro e político italiano, que serviu como prefeito de Cuneo de 1946 a 1948 e como senador por duas legislaturas (1948-1953 e 1953-1954).